# Robert J. Shapiro
Robert J. Shapiro – amerykański urzędnik państwowy, ekonomista, lobbysta ekonomiczny, doktor nauk humanistycznych.
W latach 1991–1992 główny doradca ekonomiczny sztabu kampanii prezydenckiej Billa Clintona. Od 1997 do 2001 r. podsekretarz ds. gospodarczych w Departamencie Handlu, gdzie odpowiadał za politykę gospodarczą i nadzorował główne organy statystyczne USA. W 2008 roku współpracował także przy kampanii prezydenckiej Baracka Obamy.
Współzałożyciel i przewodniczący Sonecon LLC, prywatnej firmy konsultingowej, prowadzącej działalność na polu zmian klimatycznych, własności intelektualnych i finansów, główny doradca Gilbraltar Associates, firmy z obszaru public affairs. Zaangażowany jest w pracę licznych instytucji kojarzonych z działalnością lobbingową, m.in. dyrektor Globalization Center at NDN, przewodniczący U.S. Climate Task Force, współprzewodniczący America Task Force Argentina (ATFA) oraz dyrektor AXSON-Johnson Foundation w Szwecji. Członek rady doradczej Gilead Sciences Inc. Prezes Council for European Investment Security (CEIS).
Posiada tytuł doktora z Uniwersytet Harvarda, mgr z London School of Economics i Nauk Politycznych i AB z Uniwersytetu w Chicago.
Autor licznych artykułów i książek, z których najbardziej znaną jest „Futurecast: How Superpowers, Populations and Demographics Will Change the Way You Live and Work” (St Martin’s Press, 2008).

## Kontrowersje
Aktywność doradcza i analityczna Roberta J. Shapiro wskazywana jest jako przykład działań przekraczających granice uczciwości lobbingowej. Instytucje, których jest liderem, oskarżane są o to, że pod pretekstem prac analitycznych prowadzą niejawne działania na rzecz podmiotów gospodarczych (np. CEIS przedstawiające analizy gospodarcze, korzystne dla interesów duńskiej spółki DPTG, pozostającej w sporze prawnym z Telekomunikacją Polską, w celu wywarcia nacisku na polską administrację), a sam Shapiro posądzany jest o nieoficjalną działalność lobbingową.
W maju 2011 roku, w wyniku niejasnej dwuznaczności jego roli, został usunięty z listy gości Europejskiego Kongresu Gospodarczego w Katowicach.